# Delém
Vladem Lázaro Ruiz Quevedo, detto Delém (San Paolo, 15 aprile 1935 – Buenos Aires, 28 marzo 2007), è stato un calciatore e allenatore di calcio brasiliano, di ruolo centrocampista.
Tra i pochi giocatori brasiliani ad avere successo in Argentina, militò a lungo nel River Plate, arrivando a presenziare con la Nazionale di calcio del Brasile per sette partite. Morì in Argentina nel 2007 in seguito a un attacco cardiaco.

## Caratteristiche tecniche
Giocava come mezzala sinistra nel 2-3-5. Aveva grandi qualità tecniche e una discreta intelligenza tattica, oltre a un tiro preciso.

## Carriera

### Giocatore

#### Club
Cresciuto nelle giovanili del Grêmio, compagine della natìa Porto Alegre, vi debuttò nel 1956: due anni dopo fu acquistato dal Vasco da Gama, con cui si mise in evidenza vincendo un titolo statale e riuscì a guadagnarsi la convocazione in Nazionale. Nel 1961 si trasferì in Argentina, accasandosi al River Plate; con la formazione di Núñez giocò quasi cento partite, risaltando per la qualità del suo gioco. Lasciato il River, si trasferì in Cile, al Colo-Colo e all'Universidad Católica, prima di tornare in patria per chiudere la carriera all'América di Rio de Janeiro; una volta ritiratosi, fece ritorno in Argentina per seguire Didi in qualità di suo assistente sulla panchina del River Plate.

#### Nazionale
Delém arrivò alla selezione brasiliana nel 1960, e vi disputò una sola competizione, la Coppa dell'Atlantico 1960, che si svolgeva tra le Nazionali di Brasile, Argentina, Paraguay e Uruguay. Debuttò il 1º maggio 1960 e assommò sette presenze e cinque reti in totale.

### Allenatore
Vice di Didi nella stagione 1971 del River, divenne tecnico della prima squadra per l'annata 1973, guidando la squadra al quinto posto nel Metropolitano e al secondo nel Nacional. In seguito a questa esperienza, fu messo sotto contratto dall'Huracán, che seguì nella stagione 1975; fu poi tecnico di Vélez, Argentinos Juniors, San Lorenzo e Gimnasia Jujuy, oltre che assistente all'Al-Ahli, in Arabia Saudita, sempre di Didi. Fu poi contattato dal presidente del River Alfredo Davicce, che gli affidò l'incarico di scoprire e far crescere calcisticamente giovani talenti; assunto nel 1990, venne licenziato all'arrivo di Aguilar nel 2001.

## Palmarès

### Giocatore

#### Club

##### Competizioni nazionali
- Campionato Carioca: 1

Vasco da Gama: 1958
- Torneo Rio-San Paolo: 1

Vasco da Gama: 1958